# Xylota nartshukae
Xylota nartshukae är en tvåvingeart som beskrevs av Bagatshanova 1984. Xylota nartshukae ingår i släktet vedblomflugor, och familjen blomflugor. Inga underarter finns listade i Catalogue of Life.